# Viracucha ridleyi
Viracucha ridleyi là một loài nhện trong họ Ctenidae.
Loài này thuộc chi Viracucha. Viracucha ridleyi được Frederick Octavius Pickard-Cambridge miêu tả năm 1897.